# لاورل‌تون (پنسیلوانیا)
لاورل‌تون (به انگلیسی: Laurelton) یک منطقهٔ مسکونی در ایالات متحده آمریکا است که در شهرستان یونیون، پنسیلوانیا واقع شده‌است. لاورل‌تون ۲۲۱ نفر جمعیت دارد.